# Criptoanarquismo

Símbolo usado por Criptoanarquistas

O criptoanarquismo, ou ciberanarquismo, é uma ideologia política focada na proteção da privacidade, liberdade política e liberdade econômica. Seus adeptos usam softwares de criptografia para manter a confiabilidade e segurança enquanto enviam e recebem informações em redes de computadores. Em seu "Manifesto Cripo Anarquista", de 1988, Timothy C. May introduziu os princípios básicos do criptoanarquismo, onde trocas criptografadas garantiriam completo anonimato, liberdade de expressão e livre mercado. Em 1992, ele leu o manifesto no encontro inaugural do movimento cypherpunk.

## Terminologia
"Cripto" vem do grego antigo κρυπτός (kruptós), significando "escondido" ou "segredo". Há uma diferença no prefixo como quando usado nos termos "criptofascismo" e "criptojudaísmo", onde significa uma identidade escondida do mundo. Muitos criptoanarquistas falam abertamente sobre anarquismo e a promoção de ferramentas como criptografia, por vezes realizando CriptoFestas, sendo esses espaços seguros para os debates. No brasil, a criptofesta mais conhecida é a CryptoRave que ocorre  anualmente na cidade de São Paulo, entretanto existem outras criptofestas como a Cryptofrevo em Recife e a Criptofunk no Rio de Janeiro.

## Definição
Timothy C. May sugere no Cyphernomicon que criptoanarquismo é uma forma de anarcocapitalismo:
Outra citação do Cyphernomicon define o que é criptoanarquismo. May diz que:

## Motivações

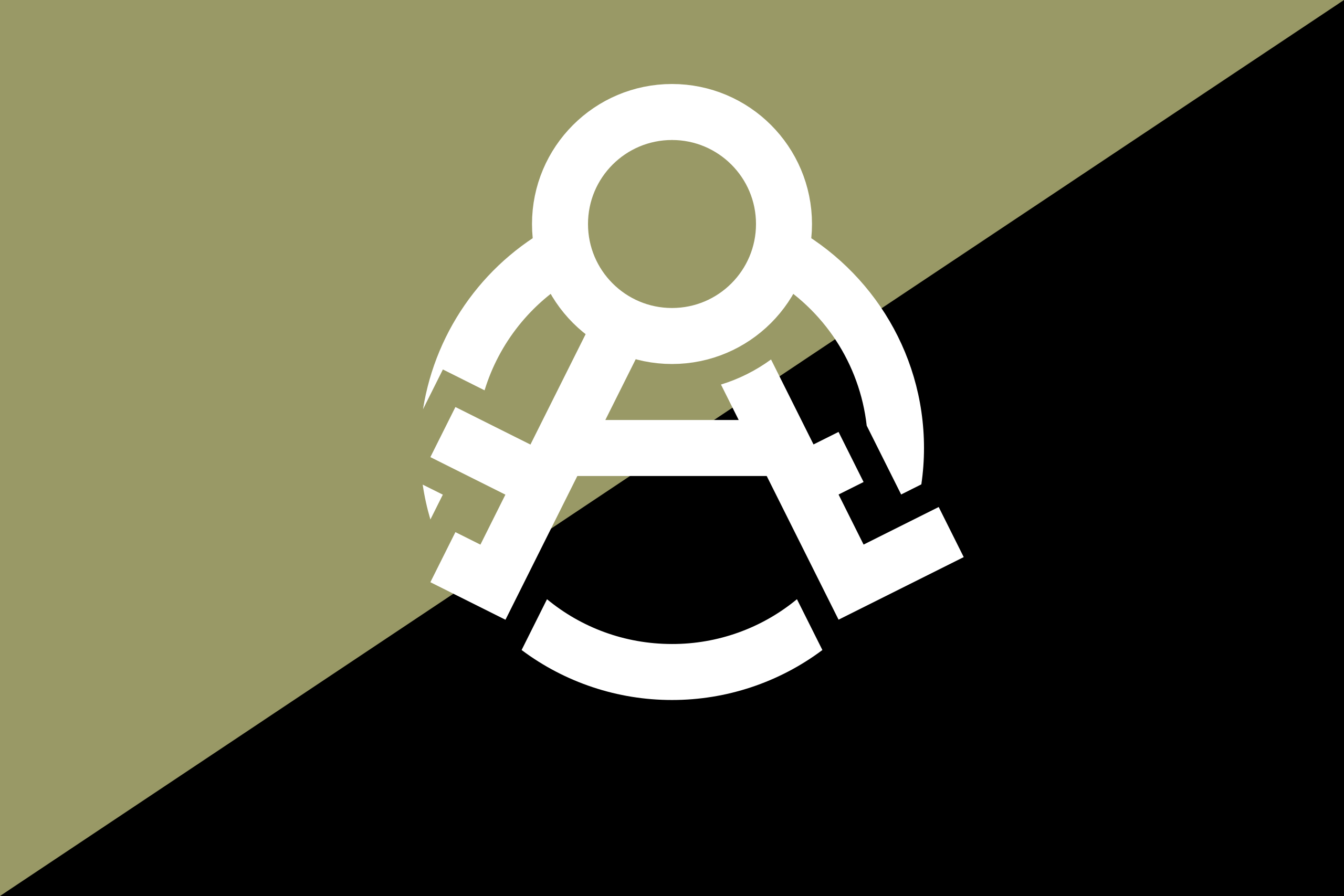
Bandeira do criptoanarquismo.

Uma das motivações dos criptoanarquistas é combater a vigilância da comunicação em redes de computadores. Eles tentam combater de métodos de vigilância em massa governamentais, como o PRISM, ECHELON, Tempora, conservação de dados de telecomunicação, a vigilância sem mandato do NSA, sala 641A, a FRA, etc. Criptoanarquistas consideram que sua melhor defesa é o desenvolvimento e uso da criptografia.
Um estudo de 2022 examinou se o criptoanarquismo poderia ser uma ferramenta útil para resolver problemas sociopolíticos. Foi concluído que a ideologia não era capaz de afetar de fato a política, mas poderia ser útil para criar movimentos movidos pelos usuários da internet.

## Negociações anônimas

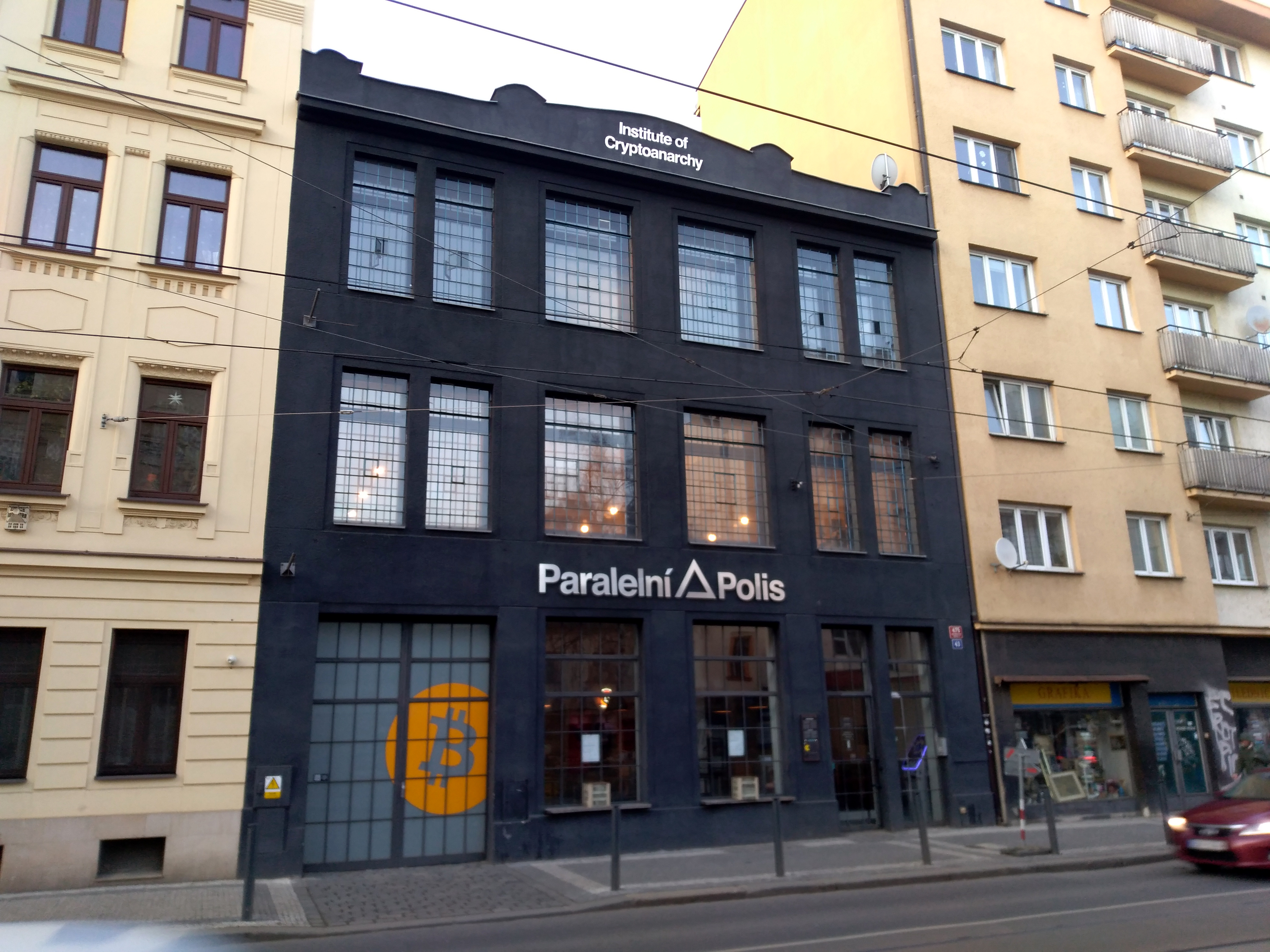
Polis Paralela, ou Instituto de Criptoanarquia, Praga (2022).

Bitcoin é uma moeda gerada por dispositivos com conexão peer-to-peer que mantém um registro em comum de todas as transações feitas pelo sistema. Adrian Chen escreveu para o The New York Times que a ideia por detrás do bitcoin pode ser rastreada até o Manifesto Cripto Anarquista. Um exemplo de um mercado que aceitava apenas bitcoin como moeda foi a Silk Road.
O mercado de assassinato foi um mercado darknet operado por um autodeclarado criptoanarquista que se intitula Kuwabatake Sanjuro.

## Estados virtuais e de rede
Um estado de rede é uma rede virtual de pessoas, chamadas de "usuários de inscrição", que estão conectadas via internet e acumulam capital, território ou influência política o suficiente para serem reconhecidos como um estado.

Para os criptoanarquistas, a criação de um estado de rede aumentará a liberdade e diminuirá a coerção física. Sua existência foi discutida desde ao menos 1992, quando Timothy May escreveu sobre o assunto em seu artigo Libertaria in Cyberspace. May afirma que:
Em seu livro de 1999, Virtual States, o cypherpunk Jerry Everard explorou estas ideias através do viés da filosofia foucaultiana, especialmente no contexto da formação de discurso. Sua análise do discurso foca na interrelação entre os objetos e as sentenças descrevendo seus estados. Ele reconheceu que o estado existe como um monopólio da violência em relação aos seus sujeitos. Em outras palavras, o estado goza de um desquilíbrio de poder entre ele e seus cidadãos.
Everard formulou a ideia de desagregar diversos elementos do estado-nação enquanto considerava quais seriam as características dos "estados virtuais" voluntariamente adquiridos em um ambiente mercantil. Ele sugere que estados virtuais operantes no ciberespaço substituiriam o aspecto da economia de bens e serviços do aparato estatal. Por fim, ele não acreditava que o estado seria extinto, mas que seu poder seria diminuido em algumas áreas e fortalecido em outras.

## Legislação
Cripto-anarquistas argumentam que sem a capacidade de criptografar  mensagens, informações pessoais e a vida privada seriam seriamente  prejudicadas. A proibição de criptografia é igual à erradicação do  sigilo de correspondência. Eles argumentam que apenas um estado policial draconiano iria criminalizar a criptografia. Apesar disso, já  é ilegal usá-lo em alguns países, e as leis de exportação são  restritivas em outros. Os cidadãos do Reino Unido devem, a pedido, dar  senhas para decodificação de sistemas pessoais às autoridades. Não  fazer isso pode resultar em prisão de até dois anos, sem evidências de  outras atividades criminosas.
Essa tática legislativa de resgate de senha pode ser contornada usando recodificação automática de canais seguros através de geração  rápida de novos não relacionadas chaves públicas e privadas em  intervalos curtos. Após a recodificação, as chaves antigas podem ser  apagadas, tornando chaves usadas anteriormente inacessíveis para o  usuário final e, assim, retirar a capacidade do usuário de revelar a  chave antiga, mesmo se eles estão dispostos a fazê-lo. Tecnologias que  permitam este tipo de criptografia rapidamente recodificada incluem  criptografia de chave pública, Gerador de número pseudoaleatório (hardware), sigilo na  transferência perfeito, e criptografia oportunista. A única maneira  de acabar com este tipo de criptografia é proibir completamente - e qualquer tal proibição ser imposta por qualquer governo que não é totalitário, pois resultaria em invasões maciças de privacidade, como permissão geral para pesquisas físicas de todos os computadores em intervalos aleatórios.

## Criptografia negável
Em criptografia e esteganografia, a criptografia negável é um tipo de criptografia que permite de negar de forma convincente que os dados são cifrados, ou de ser capaz de decifrá-los. A negação, embora que não seja verídica, não pode ser verificada pelo atacante sem a cooperação do usuário, que poderia realmente não ser capaz de decifrar os dados. A criptografia negável serve para minar a confiança do atacante e a dúvida torna-se em uma forma de proteção.